# 機械巨神 地球靜止之日
《鐵甲人 地球靜止之日》是以橫山光輝所創作之《鐵甲人》為原案，加上作者其他漫畫作品中的角色的OVA作品，於1992年7月23日到1998年1月25日期間一共發售七集。

## 概要
根據監督今川泰宏的構想，Giant Robo本來是由全26話組成。本作「地球靜止之日」只是其中的一部份，所以在OVA七話完結後，會有尚未完成的劇情。
- 誕生編～白昼之残月～

GR計劃中，GR1(Giant Robo)被國際警察機構奪去，GR2被破壞。殘月在此事件中有功因而被封為十傑集。
- 多米諾作戰編

「地球静止作戰編」1年前的故事。與本作有關連的是：BF團的作戰成功了、賽爾邦迪斯戰死、阿爾貝特失去右眼。楊志的皮膚變成青色、與戴宗結婚。
- 大作暗殺計画～卡娜莉的牢獄～編

標題原名的是從『地球Number V7』來的。
- 少年探偵金田一正太郎登場編
- 史上最大的作戦～韓信對孔明～編
- 阿伊努·沖繩秘宝編
- 移動大陸編
- 三日間的少年編
- 七名影法師編

標題原名的「七つの影法師」是從『伊賀之影丸』來的。
- 地球静止作戰編（本作）
- 巴比倫的籠城編

揭示本作之謎「GR計畫」和｢地球静止作戰｣的目的、BIG FIRE的正体。「巴比倫」是從『巴比倫2世』中登場的巴比倫來的。

## 故事
在可見的將來，人類由於第三次能源革命——完全無公害、可循環利用的能量來源：「西兹玛驅動器（シズマドライブ）」的發明，而進入前所未有的繁榮時代。但是在繁榮之背後，有兩股勢力展開了激烈的周旋。一股是企圖征服世界的「BF團」，另一股是和BF團對抗的組織「國際警察機構」。在動畫的開頭，BF團在南京追逐發明西兹玛驅動器的西兹玛博士，目的是要搶奪他手上的黑色公事包，後來西兹玛博士被國際警察機構的特工們所救。於是圍繞著操作鐵甲人的主角：草間大作、BF團和國際警察機構的故事開始了。

## 人物

### 國際警察機構

#### 梁山泊九大天王
- 軍師韓信元帥-『映照散落於紅塵水面』

國際警察機構三位軍師中，唯一的九大天王。
- 寂靜的中条-『寂靜回首觀萬象』（静かなる中条）

原名中条靜夫，是國際警察機構北京支部支部長。可以用生命为代價摧毁一切的必殺技“大爆破拳”。原型是巴別二世的五十嵐。
- 大塚署長-『如同菊花瓣』

在「地球燃盡之日」登場，原型是鐵人28號的大塚署長。
- 影丸-『先鋒虛幻化身闇影』

在「地球燃盡之日」登場，十傑集「赤假面」的宿敵。原型是「伊賀の影丸」同名主角。
- 無明·幻妖齋-『現身形卻無音』（無明・幻妖斉）

在「地球燃盡之日」登場，原型是假面忍者赤影的金目党首領·幻妖齋和、『暗之土鬼』登場的血風党長無明斎。
- 迪克牧-『舞動於千軍萬馬之上』（ディック牧）

在「地球燃盡之日」登場，原型是「地球Number V7」的同名主角。是能使用多種能力的超能力者。
- 大鬧的天童-『吾等生命瘋狂喧鬧』（大あばれ天童）

Newtype100%漫畫版登場，「地球燃盡之日」中改名為。原案是『大鬧天童』的主角山城天童。
- 豹子頭林冲-

Newtype100%漫畫版登場，原型是水滸傳中的同名人物。在「地球燃盡之日」中一開始是由九紋龍‧史進-『如同九紋神龍貫徹天際』暫代其位。
- 神行太保戴宗-『如君所願大顯神威』

鐵牛的義兄，楊志的丈夫。可以使用從手腳噴射出衝擊波的「噴射拳」。也可以利用衝擊波作出音速移動的神行法。也可以從其體內放出電流。弄瞎十傑集「衝擊的阿爾貝特」的右眼，並殺其盟友眩惑的賽爾邦迪斯後，阿爾貝特將其視為宿敵。
- 霹靂火秦明

為地球静止作戰編以前死亡的人物。鎮三山黄信和小李廣花榮的師傅。
在「地球燃盡之日」九大天王現身時，每位角色的詩號原順序是.....
『先鋒虛幻化身闇影』    影丸
『現身形卻無音』        無明 幻妖齋
『寂靜回首觀萬象』      寂靜的中条
『舞動於千軍萬馬之上』  迪克 牧
『如同菊花瓣』          大塚 署長
『映照散落於紅塵水面』  韓信 元帥
『如君所願大顯神威』    神行太保 戴宗
『吾等生命瘋狂喧鬧』    狂亂 天童
『如同九紋神龍貫徹天際』九紋龍 史進

#### 其他人物
- 黄帝

國際警察機構最高負責人
- 司馬懿仲達

國際警察機構軍師之一
- 張良

國際警察機構軍師之一
- 草間大作
- 銀鈴
- 黑旋風鐵牛（李逵）
- 不死身村雨健二
- 智多星吳用
- 公孫勝一清道人
- 青面獸楊志
- 鎮三山黄信
- 小李廣花榮
- 兩頭蛇解珍
- 双尾蠍解宝
- 阮三兄弟
  - 立地太歳阮小二
  - 短命二郎阮小五
  - 活閻羅阮小七

- 打虎将李忠

- 小覇王周通

- 赤髪鬼劉唐

- 独火星孔亮

- 天鬼

- 人類電腦敷島（人間コンピュータの敷島）

- 俊敏的Jump（俊敏なるシャープ）

### BF團

#### 十傑集
- 混世魔王樊瑞

十傑集的首領，沉著冷靜的道士。對孔明抱有不信任感。使用銅錢作武器，能用銅錢組成劍攻擊，（根據設定，也能組成槍。），也能把銅錢當金錢鏢使用。原型是水滸傳中的同名人物。
- 激動的河原崎（激動たるカワラザキ）

十傑集中最年長的老人，也是十傑集初代首領。能使用強大的重力波。原型是Mars中其中一位地球監視者。
- 衝擊的阿爾貝特（衝撃のアルベルト）

強力的衝擊波使用者。可以利用衝擊波作出連射、炮擊等不同攻擊方式。也能用衝擊波飛行。和戴宗是宿敵。原型是Mars中其中一位地球監視者。
在遊戲「超級機械人大戰α」中曾經以肉身與新世紀福音戰士中登場的第三使徒單挑。
在遊戲「超級機械人大戰64」中曾經與機動武鬥傳G GUNDAM中登場的東方不敗和多蒙·卡修交手，並被其打至撤退。
- 眩惑的賽爾邦迪斯（眩惑のセルバンテス）

幻惑術的使用者，可以操作其他人的精神（動畫中未使出）。曾經操縱GR2和Giant Robo戰鬥。在多米諾作戰與戴宗的戰鬥中死亡。原案是『巴比倫2世』黄泉配下的鞭使陳。
- 入暮的幽鬼（暮れなずむ幽鬼）

可以操作無數的蟲把對手幻惑及抹殺，而自己也可以變成蟲。與國際警察機構的天鬼是宿敵。原案是『伊賀之影丸』中登場的同名忍者。
- 命之鐘的十常侍（命の鐘の十常侍）

可以利用手持的鐘操作生命。能給予死物生命，也能奪走生物的生命。原案是三國志中十名宦官的總稱，外表是張讓。
- 白昼的殘月（白昼の残月）

原型是『水滸傳』的“百勝將”韓滔。
- 赤假面（マスク・ザ・レッド）

原型是『假面忍者赤影』的主角赤影。
- 直系的怒鬼（直系の怒鬼）

原型是『闇之土鬼』的主角土鬼。
- 美妙的比卡拉爾德（素晴らしきヒィッツカラルド）

原型是『巴比倫2世』黄泉的無名氏部下。

#### 其他人物
- BIG FIRE
- 幻夜

A级工作员。
- 策士諸葛亮孔明
- 呼延灼
- 黑博士（ブラック博士）
- 修瓦茲（シュワルツ）
- 俄罗斯的伊旺（オロシャのイワン）

B级工作员。原型是Mars中其中一位地球監視者。
- 魔术师莎妮（サニー・ザ・マジシャン）

原型是「魔法使莎莉」中的主角夢野莎莉。
- 血風連

原型是『闇之土鬼』登場的血風黨。
- 黒銀鈴/電撃的羅莎（黒銀鈴/電撃のローザ）

仅在外传中登场。

##### C級工作員
- 奧玆馬（オズマ）
- 菲特爾（フェダイン）

原型是三國志的趙雲。
- 辛特拿（チャンダナ）

### 無所屬組織的人物
- 草間博士
- 不乱拳·冯·福古拉博士（フランケン・フォン・フォーグラー博士）
- 西兹玛·特·蒙特爾班三世博士（シズマ・ド・モンタルバン三世博士）
- Dr.Duncan（ドクター・ダンカン）
- 斯姆雷教授（シムレ教授）
- 特古特爾·多蘭波（ドクトル・トランボ）
- 小銀
- 夢見的阿羅祖·姬·巴娜（夢みるアロンソ・キ・ハーナ）

在初期設定中登場的人物。原型是彗星公主中的主角彗星公主。
- 魯德

原型是鐵人28號主角金田正太郎

## 機械

### 國際警察機構
- Giant Robo(GR1)

身長30m　体重1,500t
使用核能作為能源，武器有拳頭、收藏在背部的火箭筒（亦可当作导弹整个发射出去）、腰部Sponson砲和肩部的火箭炮。利用手表型控制器進行語音操作。控制器登錄了草間大作的聲紋，除了他以外其他人不能操作。設置有保護操作者安全為最優先的程序，大作陷入危機時會以平常的50倍力量行動。可以使用背部的火箭引擎飛行。眼部可以流出像眼淚般的二次冷卻水，鼻可以流出像鼻血般的汽油。
- 硬式飛行船葛麗泰·嘉寶

運送Giant Robo的飛行船。在和BF團的戰鬥中，於哈拉和林附近的山頂墜落。在NewType100%漫畫版中有瑪琳·黛德麗和瑪麗亞·卡拉絲兩架同系機。
- 電磁網發生裝置

用來捕捉大怪球並拋上宇宙的裝置。在巴斯多盧慘劇中也令失控的能量平靜下來。

### BF團
- 大怪球福古拉

正式名稱是「大怪球不乱拳·冯·福古拉」。裝備有反西兹玛装置，可以产生反西兹玛力场。利用十年前巴修达尔實驗中引起暴走的西兹玛爐心改造而成。原案是Mars的六神體「Ra」。

## 各話列表
括号内的日期是日文版發售日。
1. <Episode.1>黑色的公事包()（1992年7月23日）
2. <Episode.2>巴修达尔的慘劇()（1993年2月21日）
3. <Episode.3>發令！電磁網作戰　墜落在上海……()（1993年8月21日）
4. <Episode.4>豪傑們的黃昏～勝利之鐘尚未響起() （1994年1月21日）
5. <Episode.5>真實的巴修达尔　少年那逝去的日子()（1994年10月22日）
6. <Episode.6>罪與罰～一切都是為了BIG FIRE()（1995年6月25日）
7. <Last Episode.>大團圓～散落的是美麗而虛幻的夜晚()（1998年1月25日）

## 關連作品

### 外傳OVA
- 光脚的GinRei EPISODE:1～被盜的戰鬥旗袍搜尋大作戰!!（1994年）※本編第4巻與第5巻之間發售
- 铁臂GinRei EPISODE:23～禁断的果實奪還極樂大作戰!!（1995年）※本編第5巻和第6巻之間發售

以上两部为喜剧作品，并非正史。
- 青眼的銀鈴「GinRei with blue eyes」（1995年）※本編第6巻和第7巻之間發售

### CD Drama
- FINAL FIGHT EPISODE:24～慕情! 往大空振翅的光榮之翼

『鉄腕GinRei』的續編。

### 漫畫
- Newtype100%Comic Giant Robo（全2巻）
- Giant Robo 誕生編
- Giant Robo 地球燃盡之日

### 遊戲
- Giant Robo THE ANIMATION 地球靜止之日
- 超級機器人大戰參戰作品
  - 超級機器人大戰64
  - 超級機器人大戰α
  - 超級機器人大戰α for Dreamcast

### 小說
- 角川Sneaker文庫 Giant Robo　地球靜止之日（全1巻、未完）

## 外部連結
- BANDAI CHANNEL作品介紹
- D3パブリッシャー 遊戲官網 （页面存档备份，存于）
- Giant Robot （页面存档备份，存于） (italian)
- 『ジャイアントロボ THE ANIMATION～地球が静止する日～』Blu-ray BOXスタンダードエディション発売決定！｜HMV ONLINE - 2014-12-3